# Otiothops amazonicus
Otiothops amazonicus is een spinnensoort uit de familie Palpimanidae. De soort komt voor in Brazilië.